# Martin Vinazer

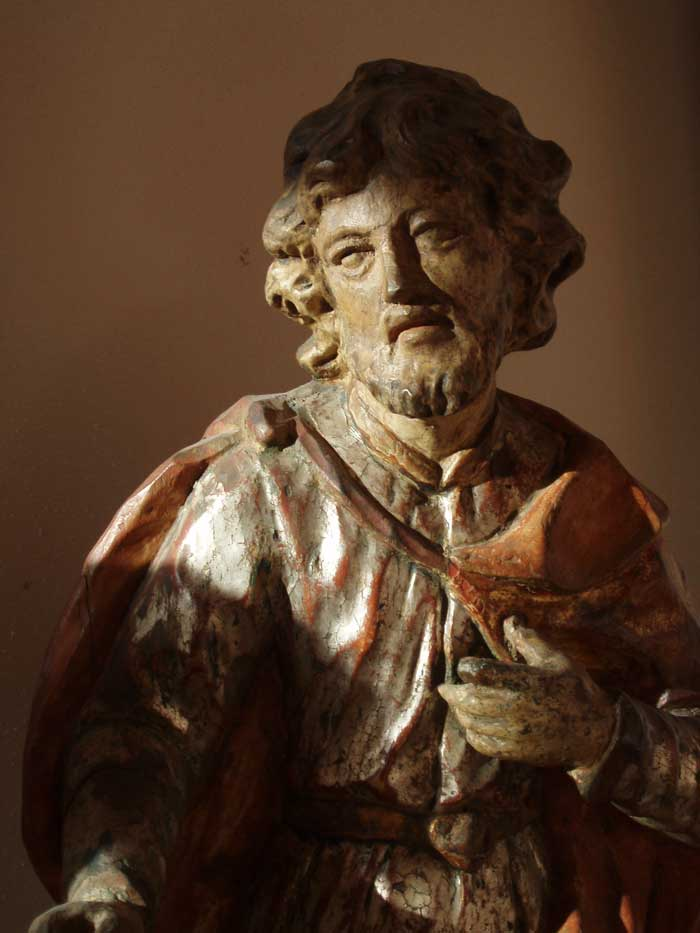
Obra del año 1742 de Martin Vinazer.

Martin Vinazer (Ortisei, 1674 - 1744) fue un escultor austríaco.
El escultor de Val Gardena, era un miembro de la famosa familia de artistas Vinazer. Después de la familia Trebinger esta dinastía de artistas creó las bases del arte de la talla en madera en Val Gardena.

## Biografía
Martin fue el hijo menor del escultor Melchor de la casa Pescosta en Ortisei. Después de la primera formación en el taller de su familia, con su hermano mayor, vivió durante ocho años en Venecia y Roma, como resultado de su intercesión ante el juez de Bolzano para ser aceptado como un ciudadano de esta ciudad.

## Obras
Junto con su hermano Dominikus Vinazer (1666 - 1736) creó muchos altares en Bolzano y en el Valle Isarco. Las obras más importantes de Martin Vinazer se conservan en el Museo de la Val Gardena, en el Museo de Klausen, Brixen en el Museo Diocesano  de Bressanone y en el Museo de Arte Popular en Viena. Otras obras están expuestas en numerosas iglesias en el sur de Tirol, incluyendo un busto relicario de 1715 en Via Novacella de Bolzano, una estatua en el Castillo de Sumersberg de Gudon, las estatuas de los apóstoles San Pedro y San Pablo en el altar mayor de la iglesia parroquial de Castelrotto Una estatua de San Nepomuceno en  Bolzano y, finalmente, un Cristo en una iglesia parroquial de Chiusa.

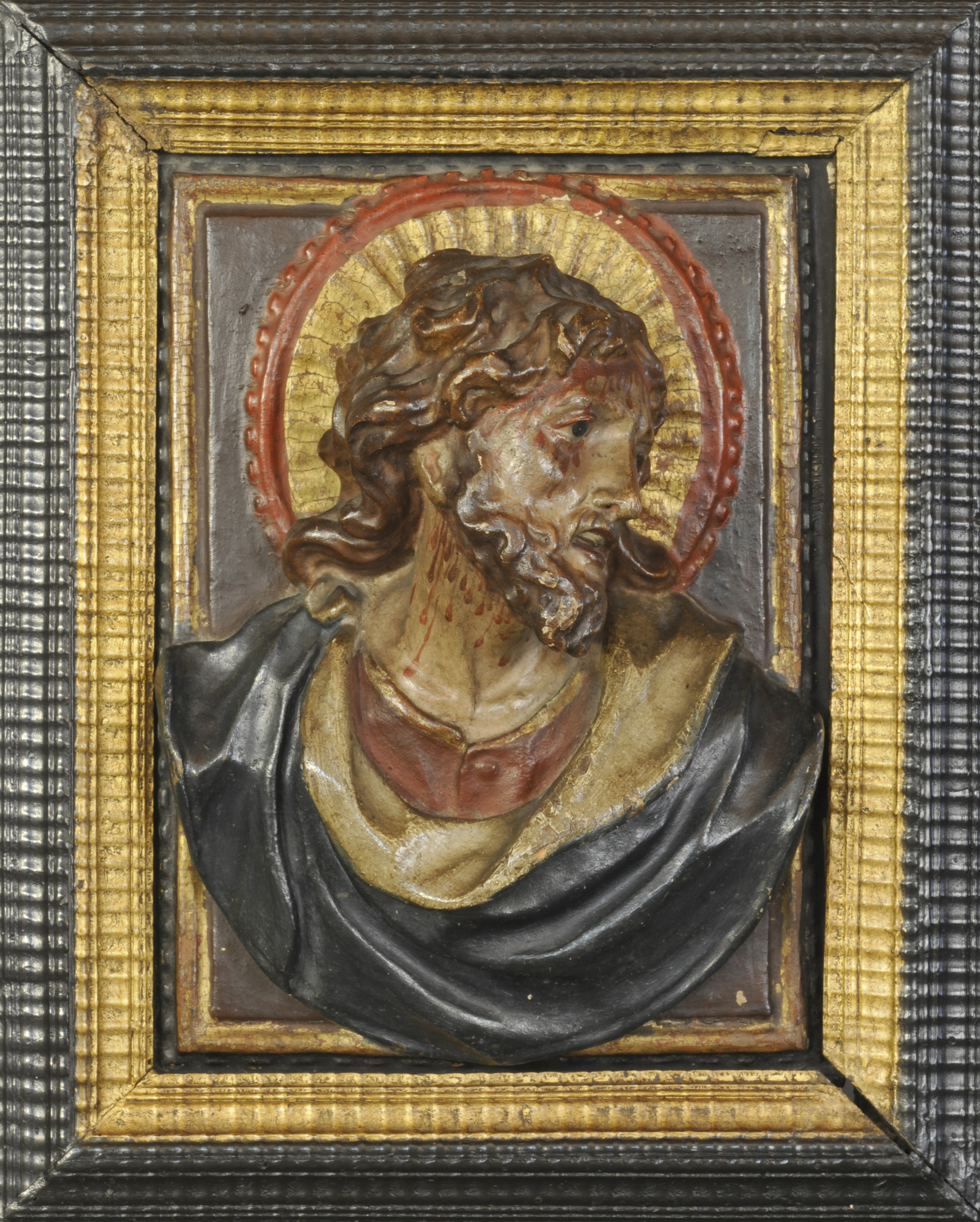
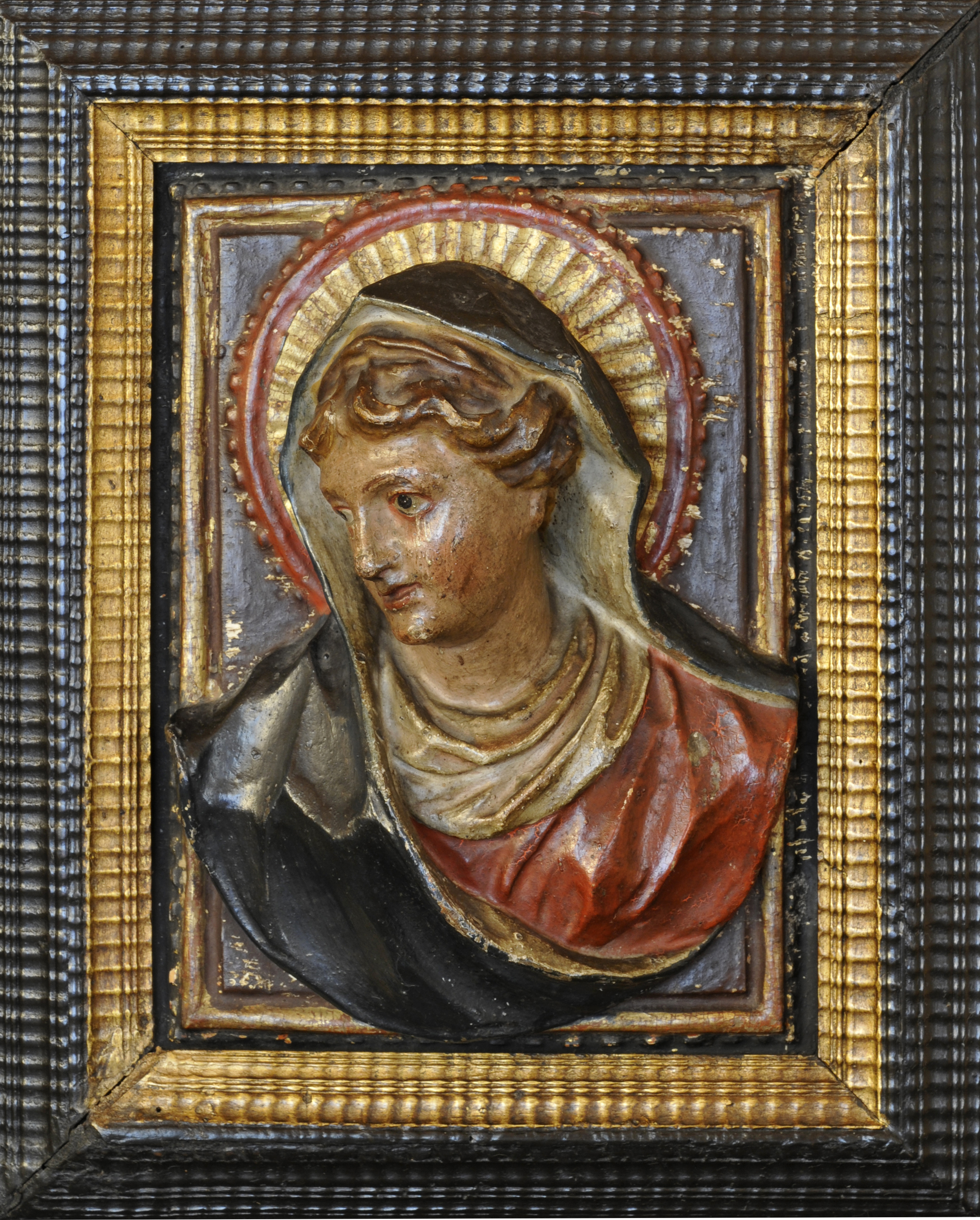
1710

- 1710[1]